# Királyok völgye 49

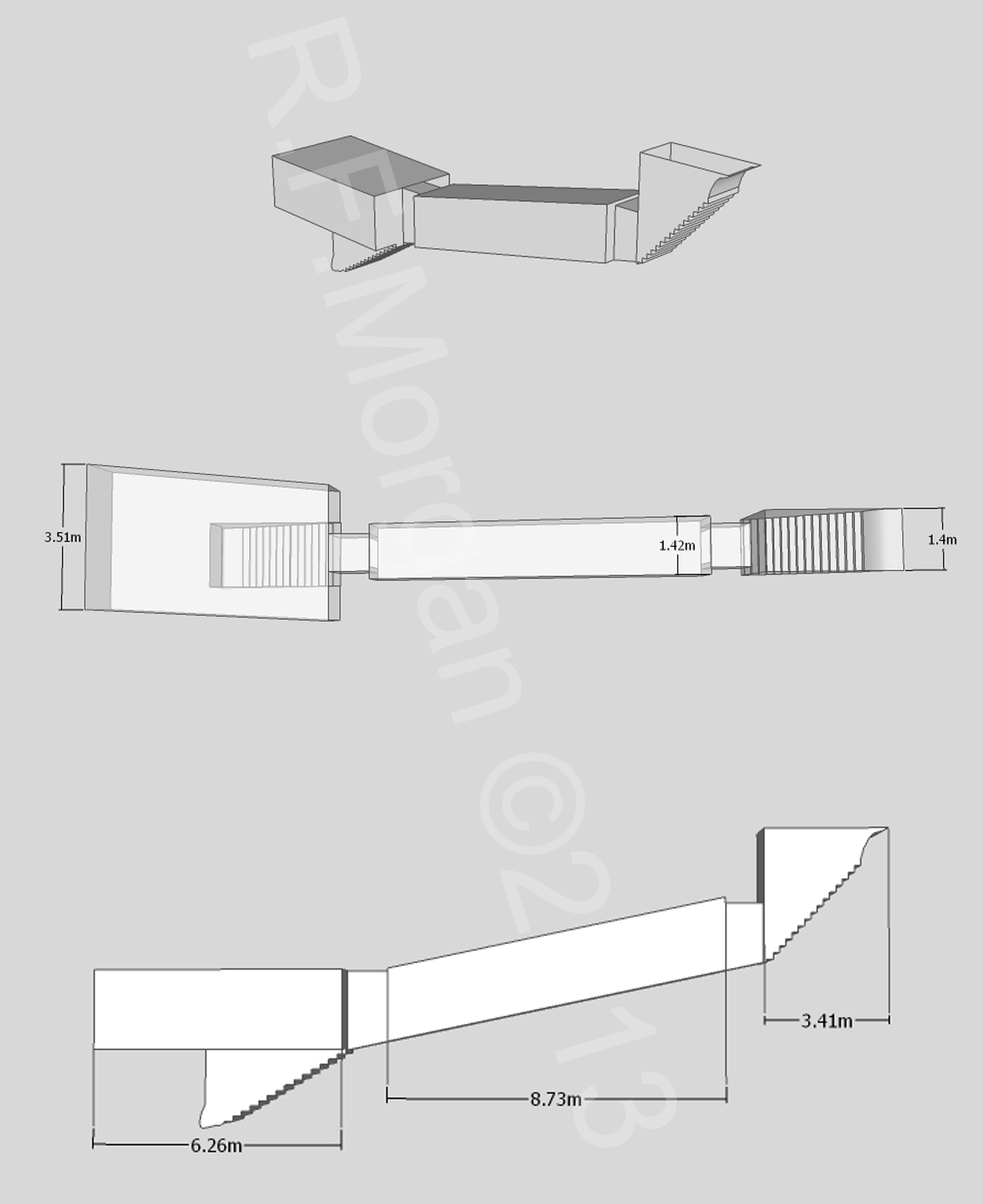
A sír izometrikus képe, alaprajza és oldalnézeti metszete egy 3D-modell alapján

A Királyok völgye 49 (KV49) egy egyiptomi sír a Királyok völgye keleti völgyében, a délnyugati vádi nyugati ágában. Edward R. Ayrton fedezte fel 1906 januárjában. A sír befejezetlen, díszítetlen. Valószínűleg nem királysírnak készült.
Egyenes tengelyű, hossza 24,14 m, területe 46,61 m². Bejáratától lépcső vezet egy kapuig, ahonnan hosszú, lejtős folyosóban folytatódik, ezt nagy, négyszögletes kamra követi, innen újabb lépcső indulna lefelé, de ez befejezetlenül maradt. Ennek a befejezetlen résznek a bejárata egykori elfalazás nyomait mutatja, lehet, hogy temettek ide. Az első lépcső és a négyszögletes első kamra közti kapu fölötti feliratok szerint a sír az újbirodalom korának vége felé nyitva állt, ekkor valószínűleg tárolóhely céljára használták fel. A sírban szerszámokat, múmiapólyákat, edényeket, írott feljegyzéseket találtak.
Bejárata elé a Régészeti Tanács kisebb betonfalat emelt, hogy védje a beáradó víztől.

## Külső hivatkozások
- Theban Mapping Project: KV49